# 462
Het jaar 462 is het 62e jaar in de 5e eeuw volgens de christelijke jaartelling.

## Gebeurtenissen

### Klein-Azië
- Het standbeeld van Zeus, een van de Zeven wereldwonderen, wordt naar Constantinopel vervoerd en tijdens een brand verwoest.

### Europa
- Theodorik II kiest de zijde van Ricimer (magister militum) en in ruil voor militaire steun wordt Narbonne door de Visigoten bezet.

### China
- De Daming-kalender wordt ingevoerd door de Chinese wiskundige Zu Chongzhi. (waarschijnlijke datum)

## Bouwkunst
- In Constantinopel wordt het Stoudiosklooster gesticht.

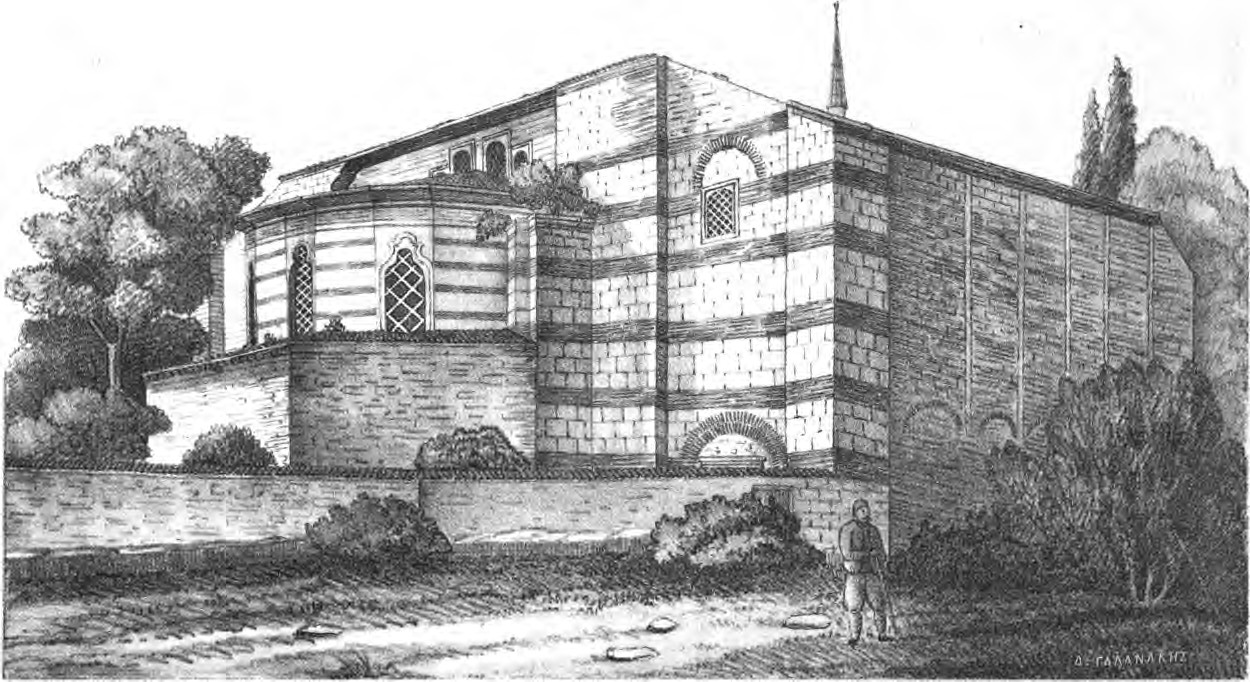
Stoudiosklooster
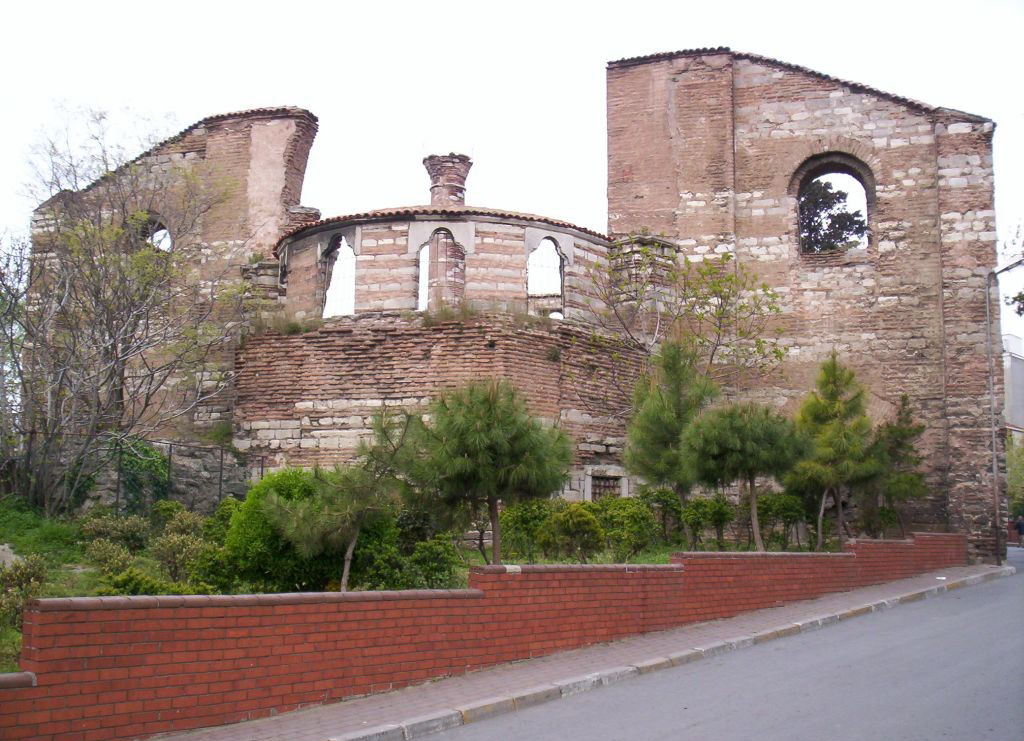
Stoudiosklooster

## Geboren
- Damascius, scholarch en neoplatonist (waarschijnlijke datum)

## Overleden
- Alorus, bisschop van Quimper
- Licinia Eudoxia (40), Romeins keizerin